# Оверн (графство)
Графството Оверн (на френски: Comté d'Auvergne) е едно от най-старите господства във Франция, което съществува още през късно-римско време. Под Меровингите графовете носят известно време титлата херцог.

## История
Фамилията на графовете на Оверн управлява страната от 10 век (около 980 г.). През 1155 г., след смъртта на граф Роберт III († 1145), във фамилията настъпва криза. Графството е наследено през 1145 г. от сина на Роберт, Вилхелм VII Младши, но неговият чичо Вилхелм VIII Старши се възползва от участието на младия граф във Втория кръстоносен поход (1147 – 1149) и завладява почти цял Оверн, като оставя на отсъстващия наследник няколко господства, които от неговите наследници се управляват с титлата Дофин на Оврен (майката на Вилхелм VII е от фамилията Дофин Виенски.
Понеже графовете и дофините на Оверн са противници на род Плантагенет през 1195 г. френският крал Филип II завладява част от Оверн и столицата Риом и през 1213 г. тя включва като Terre d‘Auvergne към Domaine royal. По-късно при граф Гуидо II († 1222) цялата територия е взета от Domaine royal, става собственост на короната.
През 1241 г. се създава ново много по-малко графство и е дадено на Вилхелм X, син на Гуидо II. Преди 1347 г. графството отива на фамилията Ла Тур, която се нарича по-късно Латур д’Оверн. Катерина де Медичи, която е наследничка на Латур д’Оверн и съпруга на Анри II, прибавя графството Оверн към кралската собственост.
Terre d'Auvergne е издигната на Херцогство Оверн през 1360 г. от крал Жан II за неговия син Жан. Паралелно Графството Оверн още съществувало.